# Araneus thaddeus
Araneus thaddeus là một loài nhện trong họ Araneidae.
Loài này thuộc chi Araneus. Araneus thaddeus được Nicholas Marcellus Hentz miêu tả năm 1847.